# Caričina
Caričina (cyr. Царичина) – wieś w Serbii, w okręgu zlatiborskim, w gminie Sjenica. W 2011 roku liczyła 13 mieszkańców.